# Diphasiastrum madeirense
Diphasiastrum madeirense (J.H.Wilce) Holub або Lycopodium madeirense J.H.Wilce — вид трав'янистих рослин з родини плаунові (Lycopodiaceae), ендемік Азорських островів та Мадейри.

## Опис
Трав'яна багаторічна рослина, заввишки до 45 см, з повзучим кореневищем, з прямими стеблами до 32 см. Листки 3–5 × 0.7–1.1 мм, чергуються, цілі, ланцетні, з гострою вершиною. Квіти по 3–7 у пучку, гладкі, рожево-пурпурові, з червня по липень.

## Поширення
Ендемік Макаронезії: Азорські острови (острови Сан-Мігел, Сан-Жорже, Піку, Флореш, Корву), Мадейра (острів Мадейра)..
Населяє мохові болота, ялівцеві ліси та вологі вересові пустища. На Мадейрі вид відомий лише з однієї місцевості в центрі острова.

## Загрози та охорона
Ялівцеві ліси, в яких росте вид, як правило, перебувають під загрозою через випасання та будівництво та експлуатацію доріг, у тому числі в охоронних районах. На Флореші кролики та кози часто їдять родючі частини рослини, зменшуючи рівень родючості.
Цей вид представлений в додатку I до Конвенції про охорону європейської дикої природи та природних середовищ існування (Бернська конвенція). Він присутній в охоронних районах по всьому ареалу.